# Janus av Cypern
Janus av Cypern, född 1375, död 1432, var en cypriotisk regent. Han var Cyperns monark från 1398 till 1432. 